# أونور شيبال
أونور شيبال (بالتركية: Onur Şipal) (مواليد 17 مارس 1989) هو ملاكم تركي، مثّل بلاده في الألعاب الأولمبية الصيفية 2008.

## روابط خارجية
أونور شيبال على موقع أوليمبيديا (الإنجليزية)